# Festivalbar 1965
Il secondo Festivalbar si svolse nel 1965. La premiazione avvenne presso il ristorante Biffi Scala di Milano.
Questa seconda edizione del Festivalbar venne vinta da Petula Clark con il brano Ciao ciao, versione in italiano di Downtown.

## Classifica finale
1. Petula Clark con Ciao ciao
2. Pino Donaggio con Sono nato con te
3. Little Tony con Ogni mattina

- 4. Gene Pitney con Le ragazze come te
- 5. Vittorio Inzaina con Ti vedo dopo messa
- 6. Wilma Goich con Un bacio sulle dita
- 7. John Foster con Plein Soleil
- 8. New Christy Minstrels con Stasera gli angeli non volano
- 9. Milva con Quando sarai più grande
- 10. Fausto Leali con Raccontalo ad un altro

## Direzione artistica
- Vittorio Salvetti

## Organizzazione
- L'organizzazione della manifestazione fu affidata alla Radio Jukebox.